# Vlajka Charkovské oblasti

Vlajka Charkovské oblasti
Poměr stran 2:3

Varianta vlajky Charkovské oblasti podle odstavce 3 rozhodnutí o přijetí
Poměr stran 2:3

Vlajka Charkovské oblasti, jedné z oblastí Ukrajiny, je tvořena karmínovým listem o poměru stran 2:3 s oblastním znakem ve středu vlajky.
Ohledně vlajky panují určité nejasnosti. Ačkoliv má být vlajka podle rozhodnutí karmínového pozadí, častěji se vyrábí spíše v odstínu malinovém. Navíc, ač je dle odstavce 4 rozhodnutí o přijetí vlajky obsahující blazon vlajka tvořena pouze znakem na karmínovém poli, odstavec 3, který odkazuje na podobu vlajky podle vzoru přítomného ve Sněmovně rad implikuje, že vlajka obsahuje navíc stuhu s nápisem „Харківська область“ (Charkovská oblast).

## Historie
Charkovská oblast vznikla 27. února 1932.
Vlajka byla schválena na základě rozhodnutí č. 23/VI oblastní rady 11. května 1999. Autorem vlajky je S. Šapošnikov.

Vlajka oblasti okupované Ruskem[zdroj?]

## Vlajky rajónů oblasti
Na základě územně-administrativní reformy z 18. července 2020 se Charkovská oblast člení na 7 rajónů, které užívají vlastní vlajku.

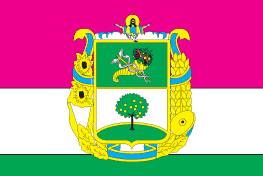
Bohoduchivský rajón Poměr stran 2:3
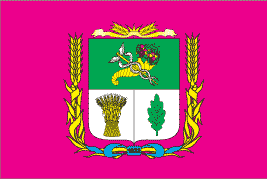
Čuhujivský rajón Poměr stran 2:3
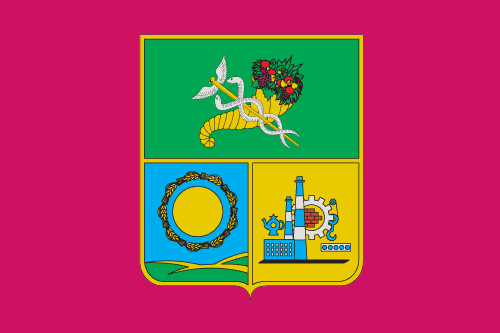
Charkovský rajón Poměr stran 2:3
Izjumský rajón Poměr stran 2:3
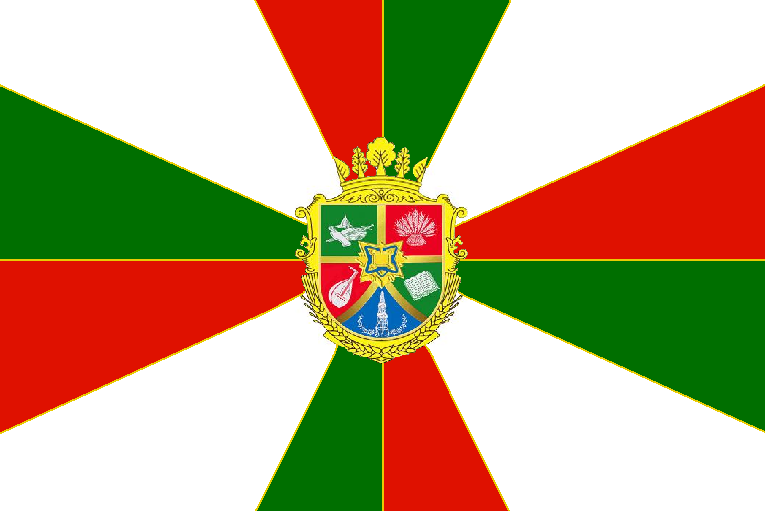
Krasnohradský rajón Poměr stran 2:3
Kupjanský rajón Poměr stran 2:3
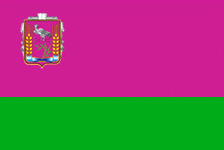
Lozovský rajón Poměr stran 2:3